# 서베이어 계획

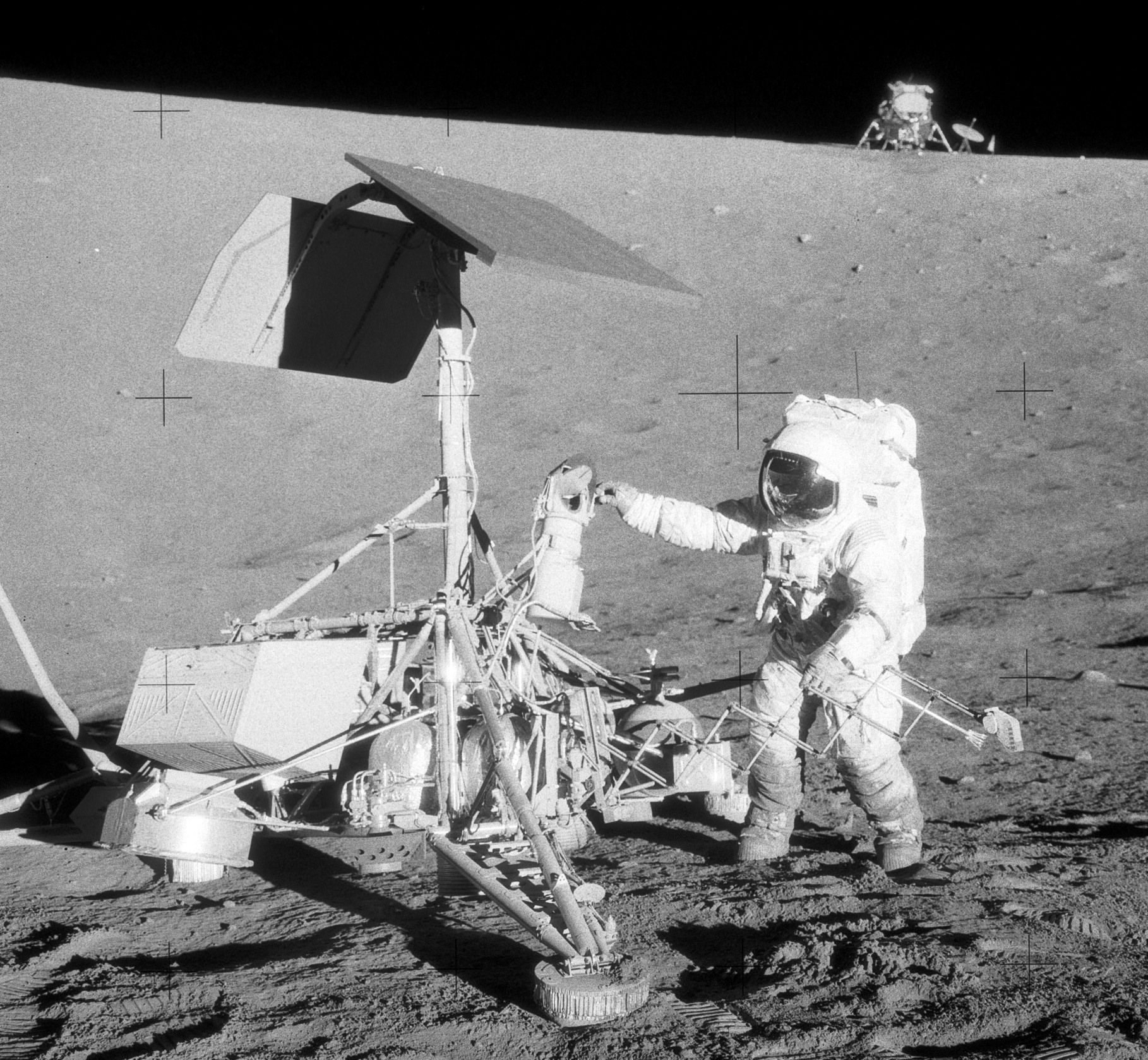

서베이어 계획(Surveyor Program)은 미국 항공우주국의 무인 달 탐사선 계획으로, 1966년부터 1968년까지 달 표면의 사진을 찍고 분석하고자, 서베이어 1호에서 7호까지 7대의 탐사선을 쏘아올렸다. 달표면에 연착륙한 뒤에는 카메라로 주변의 풍경을 찍고, 엑스선 분석과 화학 분석을 했으며, 유성티끌 등을 조사한 뒤에 자료를 보내왔다. 1호에서 7호까지의 계획이 성공적으로 끝남으로써 인간이 달에 살 수 있는 가능성을 열어 주었다.

## 같이 보기
- 루나 계획
- 달 탐사

## 참조
- 이 문서에는 다음커뮤니케이션(현 카카오)에서 GFDL 또는 CC-SA 라이선스로 배포한 글로벌 세계대백과사전의 내용을 기초로 작성된 글이 포함되어 있습니다.